# فرودگاه بثرست (نیو برانزویک)
فرودگاه بثرست (نیو برانزویک) (به انگلیسی: Bathurst Airport (New Brunswick)) یک فرودگاه همگانی باربری با کد یاتا ZBF است که یک باند فرود آسفالت دارد و طول باند آن ۱۳۷۲ متر است. این فرودگاه در کشور کانادا قرار دارد و در ارتفاع ۵۹ متری از سطح دریا واقع شده‌است.

## شرکت‌های هواپیمایی و مقصدهای پروازی
| شرکت‌های هواپیمایی  | مقصدهای پروازی           |
| ------------------ | ------------------------ |
| Air Canada Express | مونترآل-پییر الیوت ترودو |

### باری
| شرکت‌های هواپیمایی | مقصدهای پروازی |
| ----------------- | -------------- |
| اسکای‌لینک اکسپرس  |                |